# Feröeri labdarúgó-bajnokság (másodosztály)
Az 1. deild a Feröeri labdarúgó-bajnokság másodosztálya. Az első osztályhoz hasonlóan 1942-ben alapították. 2005 óta nevezik 1. deildnek, mivel az első osztály azóta a mindenkori főszponzor nevét viseli.
Az 1. deildben jelenleg 10 csapat szerepel, melyek közül a szezon végén kettő kiesik a harmadosztályba, kettő pedig feljut az elsőbe. A feljutás azonban attól függ, hogy az adott klubnak van-e már csapata a fentebbi osztályban; ha igen, akkor helyette a soron következő csapat jut fel. Amennyiben egy kieső csapat klubjának már szerepel csapata az alsóbb osztályban, azt egy osztállyal lejjebb sorolják.

## Történelem
A második liga hivatalos elnevezése 1975-ig Meðaldeildin („középső csoport”), 1976-tól 2004-ig pedig 2. deild („2. osztály”) volt. 2005 óta ezt a nevet a harmadik liga viseli, mivel az első ligát a mindenkori főszponzorról nevezik el.

## Fordítás
- Ez a szócikk részben vagy egészben az 1. deild című angol Wikipédia-szócikk ezen változatának fordításán alapul.  Az eredeti cikk szerkesztőit annak laptörténete sorolja fel. Ez a jelzés csupán a megfogalmazás eredetét és a szerzői jogokat jelzi, nem szolgál a cikkben szereplő információk forrásmegjelöléseként.

## Külső hivatkozások
- Feröeri Labdarúgó-szövetség (feröeri, angol)